# Miao (vattendrag i Kongo-Kinshasa)
Miao är ett vattendrag i Kongo-Kinshasa, ett biflöde till Lulua. Det rinner genom provinsen Kasaï Central, i den centrala delen av landet, 800 km öster om huvudstaden Kinshasa.